# Voetbalelftal van Bosnië en Herzegovina in 1995
Kort na het beëindigen van de Bosnische Burgeroorlog speelde het Bosnisch voetbalelftal op 30 november de eerste officiële interland uit de geschiedenis van de voormalige Joegoslavische deelrepubliek. Tegenstander was Albanië. De ploeg stond onder leiding van bondscoach Fuad Muzurović.

## Balans
| Wedstrijden | Wedstrijden | Wedstrijden | Wedstrijden | Doelpunten | Doelpunten | Doelpunten | Punten |
| Gespeeld    | Winst       | Gelijk      | Verlies     | Voor       | Tegen      | Saldo      | Punten |
| ----------- | ----------- | ----------- | ----------- | ---------- | ---------- | ---------- | ------ |
| 1           | 0           | 0           | 1           | 0          | 2          | –2         | 0.000  |

## Interlands
|                                                      |                                     |       |                       |                                                                                        |
| 30 november Vriendschappelijk № 1 «onderlinge duels» | Albanië                             | 2 – 0 | Bosnië en Herzegovina | Qemal Stafastadion, Tirana Toeschouwers: 30.000 Scheidsrechter: Krste Danilovski (MKD) |
| 30 november Vriendschappelijk № 1 «onderlinge duels» | Anesti Qendro 30' Enkelejd Dobi 50' |       |                       | Qemal Stafastadion, Tirana Toeschouwers: 30.000 Scheidsrechter: Krste Danilovski (MKD) |

## Statistieken
| Ismir Pintol    | 1973-10-14 | FK Sarajevo         | 1 | 0 | 0 | 1 | 0 |
| Verdediging     |            |                     |   |   |   |   |   |
| Senad Begić     | 1969-10-10 | Čelik Zenica        | 1 | 0 | 0 | 1 | 0 |
| Muhamed Konjić  | 1970-05-14 | NK Zagreb           | 1 | 0 | 0 | 1 | 0 |
| Vedin Musić     | 1973-03-11 | FK Sloboda Tuzla    | 1 | 0 | 0 | 1 | 0 |
| Said Fazlagić   | 1969-01-25 |                     | 0 | 1 | 0 | 1 | 0 |
| Middenveld      |            |                     |   |   |   |   |   |
| Enes Demirović  | 1972-06-13 | ND Gorica           | 1 | 0 | 0 | 1 | 0 |
| Ibrahim Duro    | 1970-04-26 | HNK Šibenik         | 1 | 0 | 0 | 1 | 0 |
| Nedzad Fazlagic | 1975-00-00 |                     | 1 | 0 | 0 | 1 | 0 |
| Aanval          |            |                     |   |   |   |   |   |
| Esmir Džafić    | 1970-11-11 | NK Zagreb           | 1 | 0 | 0 | 1 | 0 |
| Asim Hrnjić     | 1964-02-15 | NK Čelik Zenica     | 1 | 0 | 0 | 1 | 0 |
| Husref Musemić  | 1961-07-04 |                     | 1 | 0 | 0 | 1 | 0 |
| Almir Turković  | 1970-11-03 |                     | 1 | 0 | 0 | 1 | 0 |
| Amir Osmanović  | 1970-06-07 | FK Radnički Lukavac | 0 | 1 | 0 | 1 | 0 |

N/FS BiH · A-internationals · Bondscoaches · Statistieken · Bosnisch vrouwenelftal · Bosnië U23 · Bosnië U21 · Bosnië U19 · Bosnië U18 · Bosnië U17 · Bosnië U16
1995 – 1999 ·
2000 – 2009 ·
2010 – 2019 ·
2020 − 2029
WK 2014
1995 · 
1996 · 
1997 · 
1998 · 
1999 · 
2000 · 
2001 · 
2002 · 
2003 · 
2004 · 
2005 · 
2006 · 
2007 · 
2008 · 
2009 · 
2010 · 
2011 · 
2012 · 
2013 · 
2014 · 
2015 · 
2016 · 
2017 · 
2018 ·
2019 ·
2020 ·
2021 ·
2022 ·
2023 ·
2024
Albanië ·
Algerije ·
Andorra ·
Argentinië ·
Armenië ·
Azerbeidzjan ·
Bahrein ·
Bangladesh ·
België ·
Brazilië · 
Bulgarije ·
Chili ·
China ·
Costa Rica ·
Cyprus ·
Denemarken ·
Duitsland ·
Egypte ·
Engeland ·
Estland ·
Faeröer ·
Finland ·
Frankrijk ·
Georgië ·
Ghana ·
Gibraltar ·
Griekenland ·
Hongarije ·
Ierland · 
IJsland ·
Indonesië ·
Iran ·
Israël ·
Italië ·
Ivoorkust ·
Japan ·
Joegoslavië · 
Jordanië ·
Kazachstan ·
Koeweit ·
Kroatië ·
Letland ·
Liechtenstein ·
Litouwen ·
Luxemburg ·
Maleisië ·
Malta ·
Mexico ·
Moldavië ·
Montenegro ·
Nederland ·
Nigeria ·
Noord-Ierland ·
Noord-Macedonië ·
Noorwegen ·
Oekraïne ·
Oezbekistan ·
Oman ·
Oostenrijk ·
Paraguay ·
Polen ·
Portugal ·
Qatar ·
Roemenië ·
San Marino ·
Schotland ·
Senegal ·
Servië en Montenegro ·
Slovenië ·
Slowakije ·
Spanje ·
Tsjechië ·
Tunesië · 
Turkije ·
Verenigde Staten · 
Vietnam ·
Wales ·
Wit-Rusland ·
Zimbabwe ·
Zuid-Korea ·
Zweden ·
Zwitserland
Argentinië (2014) ·
Iran (2014) ·
Nigeria (2014)